# 289121 Druskininkai
289121 Druskininkai este o planetă minoră (asteroid) din centura de asteroizi. A fost descoperită pe 12 octombrie 2004 la Molėtų astronomijos observatorija⁠(d) de  și a fost numită după Druskininkai. 
Obiectul prezintă o orbită caracterizată de o semiaxă mare de 2,3793512270646 UAi, o excentricitate de 0,10024330550509, o înclinație de 6,7939183607429 ° în raport cu ecliptica.